# JasperReports
JasperReports es una biblioteca de creación de informes que tiene la habilidad de entregar contenido enriquecido al monitor, a la impresora o a ficheros PDF, HTML, XLS, CSV y XML. 
Está escrito completamente en Java y puede ser usado en gran variedad de aplicaciones de Java, incluyendo J2EE o aplicaciones web, para generar contenido dinámico. Se ha desarrollado un subproyecto que es un servidor integrado para informes: JasperReports Server. 
Su propósito principal es ayudar a crear documentos de tipo páginas, preparados para imprimir en una forma simple y flexible.
JasperReports se usa comúnmente con iReport, un front-end gráfico de código abierto para la edición de informes, si bien a partir de la versión 5.5.0 iReport ha sido sustituido por Jaspersoft Studio, un front-end gráfico de código abierto basado en Eclipse.
Se encuentra bajo licencia libre GNU, por lo que es Software libre. Forma parte de la iniciativa apilada open source Lisog.

## Características
JasperReports es una biblioteca que puede incrustarse en cualquier aplicación Java. Sus funciones incluyen:
- Scriptlets, que pueden acompañar a la definición del informe,[1] y pueden ser invocados en cualquier momento por la definición para realizar un procesamiento adicional. El scriptlet se basa en Java, y tiene muchos ganchos (hooks) que se pueden invocar antes o después de las etapas de la generación de informes, como el Informe, Página, Columna o Grupo.

- Sub-informes[2]

Para usuarios con requisitos más sofisticados de gestión, los informes diseñados para JasperReports pueden ser fácilmente importados a JasperServer- el servidor de informes interactivos. Página del proyecto JasperServer (en inglés)

#### Refactorización de código
JasperReports ha sido el foco principal de varios papeles académicos de refactorización de código:
- Rajesh Vasa; Jean-Guy Schneider (2003). «Evolution of Cyclomatic Complexity in Object Oriented Software». 7th workshop on the quantitative approaches in object-oriented software engineering (QAOOSE'2003). Archivado desde el original el 22 de julio de 2008. Consultado el 21 de marzo de 2011.
- Deepak Advani, Youssef Hassoun, Steve Counsell (enero de 2005). «Heurac: A heuristic-based tool for extracting refactoring data from open-source software versions» (PDF). Archivado desde el original el 20 de marzo de 2012. Consultado el 11 de enero de 2007.
- Emerson Murphy-Hill (2005). «Improving Refactoring with Alternate Program Views» (PDF). Archivado desde el original el 14 de enero de 2007. Consultado el 11 de enero de 2007.
- Vasa, R.; Schneider, J.; Woodward, C.; Cain, A. (17–18 November 2005). «Detecting structural changes in object oriented software systems». Proceedings of the 2005 International Symposium on Empirical Software Engineering (ISESE 2005): 463. doi:10.1109/ISESE.2005.1541855. ISBN 0-7803-9507-7.
- Deepak Advani, Youssef Hassoun, Steve Counsell (2006). «Extracting refactoring trends from open-source software and a possible solution to the 'related refactoring' conundrum». Proceedings of the 2006 ACM symposium on Applied computing: 463. doi:10.1145/1141277.1141685. ISBN 1-59593-108-2 (New York, USA: ACM Press).
- S. Counsell, Y. Hassoun, G. Loizou and R. Najjar (2006). «Common Refactorings, a Dependency Graph and some Code Smells: An Empirical Study of Java OSS». Proceedings of the 2006 ACM/IEEE international symposium on International symposium on empirical software engineering: 463. doi:10.1145/1159733.1159777. ISBN 1-59593-218-6 (New York, USA: ACM Press).